# Dogma
Dogma是創業於2001年的日本AV片商。主要是開發單體女優為主。公司地點位於日本東京都港區。

## 主要系列作品
- 拘束椅子トランス
- 巨乳拘束トランス
- 白い性欲
- 青い性欲
- 肉便器

## 著名AV女優
- 七咲楓花
- 大塚咲
- 櫻井風花
- 紗奈
- 水菜麗
- 大澤佑香
- 野中あんり
- 美咲結衣

## 外部連結
- Dogma 官方網站（页面存档备份，存于）